# العلاقات السلوفينية الموريشيوسية
العلاقات السلوفينية الموريشيوسية هي العلاقات الثنائية التي تجمع بين سلوفينيا وموريشيوس.

## مقارنة بين البلدين
هذه مقارنة عامة ومرجعية للدولتين:
| وجه المقارنة                                              | سلوفينيا                                                      | موريشيوس                 |
| --------------------------------------------------------- | ------------------------------------------------------------- | ------------------------ |
| المساحة (كم2)                                             | 20.27 ألف                                                     | 2.04 ألف                 |
| عدد السكان (نسمة)                                         | 2.07 مليون                                                    | 1.26 مليون               |
| الكثافة السكانية (ن./كم²)                                 | 102.12                                                        | 617.65                   |
| العاصمة                                                   | ليوبليانا                                                     | بورت لويس                |
| اللغة الرسمية                                             | اللغة السلوفينية، اللغة الإيطالية، لغة مجرية                  | لغة إنجليزية، لغة فرنسية |
| العملة                                                    | يورو، تولار سلوفيني                                           | روبي موريشي              |
| الناتج المحلي الإجمالي (بليون دولار)                      | 48.77 مليار                                                   | 13.34 مليار              |
| الناتج المحلي الإجمالي (تعادل القوة الشرائية) بليون دولار | 66.01 مليار                                                   | 25.36 مليار              |
| الناتج المحلي الإجمالي الاسمي للفرد دولار أمريكي          | 20.73 ألف                                                     | 9.25 ألف                 |
| الناتج المحلي الإجمالي للفرد دولار أمريكي                 | 30.40 ألف                                                     | 18.59 ألف                |
| مؤشر التنمية البشرية                                      | 0.880                                                         | 0.777                    |
| رمز المكالمات الدولي                                      | +386                                                          | +230                     |
| رمز الإنترنت                                              | .si                                                           | .mu                      |
| المنطقة الزمنية                                           | توقيت وسط أوروبا، ت ع م+01:00، ت ع م+02:00، أوروبا/ليوبليانا ‏ | ت ع م+04:00              |

## منظمات دولية مشتركة
يشترك البلدان في عضوية مجموعة من المنظمات الدولية، منها:
| علم المنظمة | اسم المنظمة                               | تاريخ انضمام سلوفينيا | تاريخ انضمام موريشيوس |
| ----------- | ----------------------------------------- | --------------------- | --------------------- |
|             | مؤسسة التنمية الدولية                     | 25 فبراير 1993        | 23 سبتمبر 1968        |
|             | يونسكو                                    | 27 مايو 1992          | 25 أكتوبر 1968        |
|             | وكالة ضمان الاستثمار متعدد الأطراف        | 19 مارس 1993          | 28 ديسمبر 1990        |
|             | الأمم المتحدة                             | 22 مايو 1992          | 24 أبريل 1968         |
|             | الفريق المعني برصد الأرض                  | ?                     | ?                     |
|             | الاتحاد البريدي العالمي                   | ?                     | ?                     |
|             | البنك الدولي للإنشاء والتعمير             | 25 فبراير 1993        | 23 سبتمبر 1968        |
|             | المنظمة الهيدروغرافية الدولية             | ?                     | ?                     |
|             | الاتحاد الدولي للاتصالات                  | 16 يونيو 1992         | 30 أغسطس 1969         |
|             | منظمة حظر الأسلحة الكيميائية              | ?                     | ?                     |
|             | مؤسسة التمويل الدولية                     | 25 فبراير 1993        | 23 سبتمبر 1968        |
|             | المركز الدولي لتسوية المنازعات الاستشارية | 6 أبريل 1994          | 2 يوليو 1969          |
|             | منظمة التجارة العالمية                    | ?                     | ?                     |
|             | منظمة الشرطة الجنائية الدولية             | ?                     | ?                     |

## وصلات خارجية
- موقع وزارة الخارجية السلوفينية